# Robert Stahl (prêtre)
Pour les articles homonymes, voir Robert Stahl.
L'abbé Robert Stahl est un prêtre né le 11 août 1893 et mort le 27 mars 1983. Il a servi à la paroisse de Lille. Il est reconnu juste parmi les nations, plus haute distinction honorifique délivrée par l'État d'Israël à des civils.
Robert Stahl est un avocat de formation qui devient prêtre. Il se consacre toute sa vie aux enfants abandonnées et de la défense du plus faible. Pendant la Seconde Guerre mondiale il sauve une cinquantaine d'enfants juifs qu'il recueille dans son établissement de Marcq-en-Baroeul.

## Biographie

### Origines familiales
Il est le fils de Paul Stahl (1861-1943), directeur des Établissements Kuhlmann à La Madeleine et de Caroline Kolb (1865-1909). 
Son père descend de Jean Herman Stahl, venu dans le Nord vers 1827 et originaire de Bad Kreuznach faisant partie du comté palatin du Rhin et sa mère descend de Georges Kolb, originaire de Strasbourg dans le Bas-Rhin, négociant et prince de la Grande Loge de France.

### Doctorat en Droit
Robert Stahl  entreprend des études de droit. Il devient docteur en droit en 1920 et avocat avec pour thèse Un an de reconstitution industrielle mais il est avocat au barreau de Lille depuis 1914.
Intéressé par le sort des jeunes, on lui confie un patronage de délinquants et d’enfants abandonnés afin qu’il relance l’institution, la Société de Patronage de la Région du Nord. À la veille de la Seconde guerre mondiale, l’établissement basé sur plusieurs sites nordistes accompagne plus de 1500 jeunes.

### Entrée dans les ordres
Il entre ensuite au séminaire, et est ordonné prêtre pour le diocèse de Lille.
À partir de 1933, l'abbé Stahl  sert dans une paroisse de Lille,.
Après trois années d'étude au grand séminaire de la rue du Dieu-de-Marcq, il devient prêtre et reçoit l’ordination des mains du cardinal Achille Liénart le 9 juillet 1933 à Lille, à l'âge de 40 ans.
Vicaire au Sacré-Cœur à Lille il est mis en congé dès septembre 1934, pour s’occuper à temps plein de l’œuvre des enfants moralement abandonnés.

### Société de protection et de réinsertion du Nord
Il devient secrétaire général de la Société de patronage des enfants abandonnés, et responsable d'internats de jeunes en 1926 sous la présidence de Maurice Wallaert, industrie. Il succède au fondateur, le bâtonnier Paul Carpentier qui devient alors vice-président, et de foyers pour enfants,.

### Seconde Guerre mondiale

#### Persécutions des juifs
Pendant la Seconde Guerre mondiale et l'Occupation, lorsque les Juifs sont persécutés, il recueille d'abord une trentaine de jeunes Juifs en provenance de l'hôpital Rothschild et d'un orphelinat parisien. En septembre 1942, il accueille aussi une vingtaine de jeunes Juifs qui lui sont confiés par Léo Leser, responsable du comité clandestin local d'aide aux Juifs. Il les héberge d'abord à Buisson, puis les répartit entre ses orphelinats à Loos, à Marcq-en-Barœul et à Bouvines.

#### Prêtre contre la barbarie
Pour que les enfants juifs ne soit pas repérés, il transforme les noms comme David Rubinstein qui devient Robin Daniel. Les allemands viennent vérifier les listes, en même temps qu’ils venaient faire de la propagande pour tenter d’enrôler des jeunes et de les embarquer dans la Légion des Volontaires Français (LVF), légion où les français se battent contre les bolcheviques. Lorsque les enfants juifs arrivent, Jacques Loosfelt est chargé de les emmener au Commissariat de Marcq-en-Baroeul pour faire une déclaration de vagabondage. Le procès-verbal de vagabondage motive une prise en charge officielle, concrètement un prix de journée. Et pour distinguer ces mineurs des autres, sur un carnet bleu figurent les lettres DLC (Décret Loi de Complaisance).
Edgar Leser a ainsi été sauvé. Il avait alors 9 ans. Il est présent le 11 septembre 2016 pour l’inauguration de la plaque en l'honneur de Robert Stahl au sein du siège social de la SPRENE à Marcq-en-Barœul.
Loin de faire du prosélytisme, il refuse le baptême aux jeunes Juifs qui veulent se convertir sous le coup de l'émotion, les invitant plutôt à attendre la Libération pour en reparler.

### Après-guerre
Il est accusé par le quotidien communiste lillois Liberté de mauvais traitements contre les enfants et de trafic de bons alimentaires. Il est acquitté lors d'un procès en 1946. Il écope de 4 mois de prison avec sursis pour avoir falsifié ses déclarations de créances mais il est amnistié.
À l’époque, les méthodes éducatives réclament de prendre plus en compte l'enfant et celles de l’abbé restent autoritaires. Il doit démissionner de ses fonctions au sein de l’association sous la pression médiatique et celle exercée par l'évêché de Lille qui souhaite éviter le scandale.

### Mort
Il est nommé vicaire à la paroisse d’Antibes où il finira ses jours en 1983. Il ne pourra jamais revenir dans le Nord.

### Réhabilitation

#### Robert Stahl, juste parmi les nations
Les enfants sauvés ont tenu à réhabiliter sa mémoire comme Edgar Leser qui fait qu'en 1970, l’abbé Stahl est proclamé « Juste ».

#### Reconnaissance de ses pairs
L'association SPReNe - Ensemble pour l'enfant, anciennement "société de protection et de réinsertion du nord" de Marcq-en-Barœul appose une plaque  sein du siège social et la ville de Marcq-en-Baroeul a donné le nom du prêtre à une rue en 2013.

## Hommages

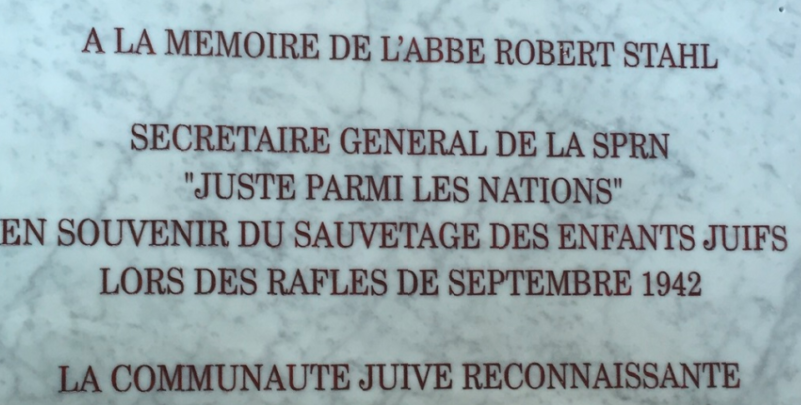
Plaque à la mémoire de l'abbé Robert Stahl.

- Juste parmi les nations[10] : titre décerné par l'institut Yad Vashem en 1970[3].
- Plaque en son honneur et rue à son nom, à Marcq-en-Barœul.